# Бакке, Бо
Бо Свен Сю́не Ба́кке (норв. Bo Sven Sune Bakke; род. 3 мая 1955, Аскер, Акерсхус) — норвежский кёрлингист и тренер по кёрлингу.

## Достижения
- Зимние Олимпийские игры: золото (1988)[2].
- Чемпионат мира по кёрлингу среди мужчин: золото (1984, 1988), бронза (1983, 1987, 1989).
- Чемпионат Европы по кёрлингу: серебро (1987).

- Почётный приз Collie Campbell Memorial Award (вручается кёрлингисту, который показывает наилучший уровень игры в кёрлинг и наилучшим образом демонстрирует «дух кёрлинга»): 1988.

## Команды
| Сезон   | Четвёртый        | Третий   | Второй        | Первый   | Запасной            | Турниры                      |
| ------- | ---------------- | -------- | ------------- | -------- | ------------------- | ---------------------------- |
| 1982—83 | Эйгиль Рамсфьелл | Шур Лоэн | Гуннар Меланд | Бо Бакке |                     | ЧМ 1983                      |
| 1983—84 | Эйгиль Рамсфьелл | Шур Лоэн | Гуннар Меланд | Бо Бакке |                     | ЧМ 1984                      |
| 1986—87 | Эйгиль Рамсфьелл | Шур Лоэн | Мортен Сёгор  | Бо Бакке |                     | ЧМ 1987                      |
| 1987—88 | Эйгиль Рамсфьелл | Шур Лоэн | Мортен Сёгор  | Бо Бакке | Гуннар Меланд (ЗОИ) | ЧЕ 1987 · ЗОИ 1988 · ЧМ 1988 |
| 1988—89 | Эйгиль Рамсфьелл | Шур Лоэн | Мортен Сёгор  | Бо Бакке | Мортен Скёуг        | ЧМ 1989                      |

(скипы выделены полужирным шрифтом)

## Результаты как тренера национальных сборных
| Год  | Турнир                                        | Сборная  | Место |
| ---- | --------------------------------------------- | -------- | ----- |
| 1982 | Чемпионат мира по кёрлингу среди юниоров 1982 | Норвегия | 6     |
| 1983 | Чемпионат мира по кёрлингу среди юниоров 1983 | Норвегия | 2     |
| 1985 | Чемпионат мира по кёрлингу среди мужчин 1985  | Норвегия | 6     |
| 1992 | Зимние Олимпийские игры 1992                  | Норвегия | 2     |